# ماهیچه هرمی بینی
ماهیچه هرمی بینی (انگلیسی: Procerus muscle) (نام‌های دیگر: عضله دقت، ماهیچه باریک) پائین کشیدن گوشه داخلی ابرو را برعهده دارد.
این ماهیچه از بخش زیرین استخوان بینی و غضروف کناری بینی منشأ گرفته سپس به سمت بالا رفته و به پوست بین دو ابرو ختم می‌شود.
وظیفه آن این است که با کشیدن انتهای داخلی ابرو به سمت پائین و ایجاد چین‌های عرضی در بالای پل بینی مانع از رسیدن نور شدید به چشم می‌گردد. این ماهیچه پلک‌ها را به هم نزدیک می‌کند و هنگام نگاه کردن به نور شدید منقبض می‌شود.
این ماهیچه هم‌چنین حالت تفکر را ایجاد می‌کند.
ماهیچه هرمی و ماهیچه اخم در صورت ایجاد چین‌های عرضی و طولی می‌کنند.
خاستگاه ماهیچه هرمی، نیام روی استخوان بینی، پیوندگاه آن پوست پیشانی، عصب‌گیری‌اش از عصب چهره‌ای (فاسیال) است.

## نگارخانه

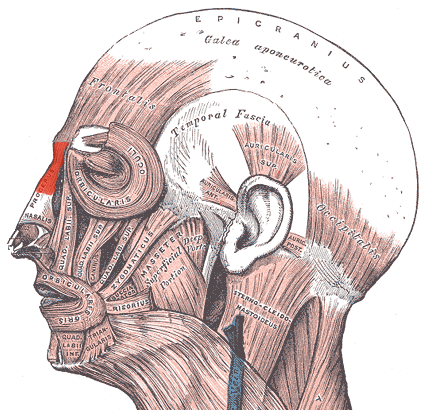